# Mirjam Varadinis
Mirjam Varadinis (geboren 1972) ist eine Schweizer Kuratorin und Kunsthistorikerin. Sie lebt in Zürich.

## Werdegang
Varadinis wuchs in verschiedenen Gemeinden am linken Zürichseeufer auf. Sie studierte Kunstgeschichte an der Universität Zürich von 1992 bis 2000 und hat sich auf zeitgenössische Kunst spezialisiert.
Kunst bedeutet für sie «eine grundlegende Auseinandersetzung mit dem Menschsein. Sie nimmt wichtige Fragen unserer Zeit auf, steht aber auch im Dialog mit der Geschichte und wird dann interessant, wenn sie die Themen in einer eigenen Form und Handschrift umsetzt und uns damit einen neuen Blick auf die Welt und die Zeit eröffnet, in der wir leben.»
Mit 30 Jahren kam Mirjam Varadinis als jüngste Kuratorin ans Kunsthaus Zürich, wo sie von 2002 bis 2023 fest angestellt war. In ihrer Wirkungszeit kuratierte sie unter anderem Ausstellungen mit Akram Zaatari, Javier Téllez, Haris Epaminonda, Rosa Barba, Roman Ondák, Adrian Paci, Cindy Sherman, Mircea Cantor, Tino Sehgal, Erik van Lieshout, Nedko Solakov, Urs Fischer, David Shrigley, Aleksandra Mir, Yoko Ono und Marina Abramović. Die Gruppenausstellung Shifting Identities mit 67 Schweizer Kunstschaffenden und internationalen Positionen befasste sich mit Identität in der Schweiz, in Europa und der globalisierten Welt. Action! verwandelte den Ausstellungsraum für sechs Wochen in einen Aktionsraum, in dem neben Live-Aktionen und Performances auch partizipative Arbeiten gezeigt wurden. Die Reihe ReCollect! lud Künstlerinnen und Künstler ein, ihre Perspektive auf die Sammlung des Kunsthauses im Dialog mit eigenen Werken zu zeigen und damit den Kanon zu hinterfragen und neu zu gestalten. Varadinis gab zudem zahlreiche Ausstellungskataloge heraus, u. a. auch den Jubiläumsband Parkett: 20 Years of Artists’ Collaborations in Deutsch und Englisch.
2025 hat Varadinis als Curator-at-Large am Kunsthaus Zürich eine Ausstellung zu Roman Signer kuratiert. Sie ist im Vorstand der Gruppe Junge Kunst der Vereinigung Zürcher Kunstfreunde, die für die Ankäufe von jungen Kunstschaffenden für das Kunsthaus Zürich verantwortlich ist.
Neben ihrer Anstellung am Kunsthaus Zürich war Varadinis auch andernorts kuratorisch aktiv. So war sie für die Manifesta 12 in Palermo als Creative Mediator eingeladen. Mit einer urbanistischen Studie wurden unbekannte Facetten von Palermo beleuchtet, ein Atlas der Stadt geschaffen. 2012 erarbeitete sie mit Philippe Van Cauteren die stadtweite internationale Gruppenausstellung Track in Gent. Für die 5. Moscow Biennial of Contemporary Art kuratierte sie das Spezialprojekt 0 Performance – The Fragile Beauty of Crisis.
Im Herbstsemester 2021 lehrte Varadinis am Kunsthistorischen Institut der Universität Zürich über die Verantwortung von Museen bei der Neu-Kontextualisierung ihrer Werke vor dem Hintergrund aktueller gesellschaftspolitischer Diskussionen.
Mit der Mirjam Varadinis Art Agency bietet sie eine Reihe von Diensten im Feld der zeitgenössischen Kunst an. Ein Schwerpunkt ihrer Arbeit ist es, die Überschneidungen zwischen Kunst und Nachhaltigkeit neu zu überdenken.

## Ausstellungskuration (Auswahl)
- 2004: Urs Fischer, Kunsthaus Zürich[19]
- 2006: Printemps de Septembre, Festival of contemporary arts, Toulouse
- 2008: Shifting Identities, Kunsthaus Zürich
- 2010: Motion Picture(s), Kunsthaus Zürich[20]
- 2012: Rosa Barba: Time as perspective, Kunsthaus Zürich[21]
- 2012: Track, co-kuratiert mit Philippe Van Cauteren, Gent, Belgien
- 2013: 0 Performance – The Fragile Beauty of Crisis, 5th Moscow Biennial of Contemporary Art
- 2014: Cindy Sherman – Untitled Horrors, Kunsthaus Zürich[22]
- 2017: Action!, Kunsthaus Zürich
- 2018: Abraham Cruzvillegas: Autorreconstrucción: Social Tissue,  Kunsthaus Zürich
- 2020: Kader Attia, Kunsthaus Zürich (Ausstellung und Plastik im öffentlichen Raum)
- 2021: The Sense of Things. Klanginstallation von William Forsythe, Eröffnung Chipperfied Erweiterungsbau, Kunsthaus Zürich
- 2022: Yoko Ono: The Room Moves at the Same Speed as the Clouds, Kunsthaus Zürich[23]
- 2023: ReCollect, Kunsthaus Zürich[24]
- 2024: Marina Abramović Retrospektive, Kunsthaus Zürich[25]